# Обсерватория Джордж
Обсерватория Джордж — астрономическая обсерватория, основанная в 1996 году около Нидвилла, округ Форт-Бенд, Техас, США на территории en:Brazos Bend State Park. Является муниципальным учреждением дополнительного образования, принадлежащим Хьюстонскому музею естественных наук. В обсерватории 3 купола.

## Инструменты обсерватории
- 0.46-m f/4.5 Newtonian reflector + CCD[1]
- 36-дюймовый Gueymard Research Telescope, рефлектор[2]
- 11-дюймовый рефрактор, F/15
- 18-дюймовый телескоп

## Направления исследований
- Образовательная деятельность
- Астероиды
- Метеориты
- Космонавтика

## Основные достижения
- Открыто 222 астероидов с 1996 по 2009 года, которые уже получили постоянное обозначение[3]
- 18035 астрометрических измерений опубликовано с 1996 по 2011 год.[4]

## Сотрудники обсерватории
- W. G. Dillon, M. Eastman, B. Cornect, W. P. Dillon, J. Dellinger, A. Cruz, L. Casady, T. Hiserodt.

## Адрес обсерватории
- 21901 Fm 762 Rd, Needville, TX 77461